# Pegoscapus danorum
Pegoscapus danorum is een vliesvleugelig insect uit de familie vijgenwespen (Agaonidae). De wetenschappelijke naam is voor het eerst geldig gepubliceerd in 1932 door Hoffmeyer.